# 沃伊納什夫卡
49°2′59″N 27°43′16″E / 49.04972°N 27.72111°E
沃伊納什夫卡（烏克蘭語：Войнашівка），是烏克蘭的村落，位於該國西南部文尼察州，由日梅林卡區負責管轄，面積7.21平方公里，海拔高度295米，2001年人口556，人口密度每平方公里77.15人。